# 야마시로타가역
야마시로타가역(일본어: 山城多賀駅, やましろたがえき)은 일본 교토부 쓰즈키군 이데정에 있는 서일본 여객철도의 철도역이다.

## 역 구조
상대식 승강장으로, 2면 2선 형태의 지상역이다. 우지 역 관할권에 있는 무인역이다. 이코카 및 제휴 교통카드의 사용이 가능하다.

### 승강장
| 1 | ■ 나라 선 | 우지 · 교토 방면 |
| 2 | ■ 나라 선 | 기즈 · 나라 방면 |

## 역사
- 1955년 7월 15일 - 일본국유철도 나라 선 야마시로아오다니 역 ~ 다마미즈 역 사이에 개업하였다.
- 1987년 4월 1일 - 민영화에 따라 서일본 여객철도의 역이 되었다.
- 2001년 3월 3일 - 승강장이 2면 2선으로 증축되었다.
- 2003년 11월 1일 - 이코카의 사용이 개시되었다.

## 인접역
| 서일본 여객철도            | 서일본 여객철도         | 서일본 여객철도    |
| -------------------------- | ----------------------- | ------------------ |
| 야마시로아오다니 교토 방면 | ■ 나라 선 구간쾌속·보통 | 다마미즈 나라 방면 |